# Діхан (Мирзатайський сільський округ)
Діха́н (каз. Дихан) — село у складі Байзацького району Жамбильської області Казахстану. Входить до складу Мирзатайського сільського округу.
Населення — 941 особа (2021; 613 у 2009, 881 у 1999, 822 у 1989).